# ماهی‌های چندخاره
ماهی‌های چندخاره Polyprion یک سرده از ماهیان پرتوباله دریایی از خانواده ماهیان جندخاره (Wreckfishes) است.
این سرده دارای دو گونه است:
- ماهی چندخاره اقیانوس اطلس Polyprion americanus (Bloch & Schneider، 1801)
- Polyprion oxygeneios (Schneider & Forster, 1801) (Hāpuku)